# Madseeli
Das Madseeli ist ein 2188 m ü. M. hoher Bergsee auf einem Hochplateau im Schweizer Kanton St. Gallen.
Es liegt etwa 8 Kilometer südwestlich von Flums zwischen der Spitzmeilenhütte und den Berggipfeln Spitzmeilen, Wissmilen und Magerrain.